# August Bottée de Toulmon (musicòleg)
August Bottée de Toulmon (París, 15 de maig de 1797 - idm. 23 de març de 1850, a causa d'un atac provocat per la revolució de 1848), bibliotecari en el Conservatori de París i els seus mèrits semblen haver estat principalment els de dedicació i perseverança.
Cursà i acabà la carrera d'advocat que no arribà a exercir, portat de la seva afició a la música, sota el doble aspecte de la seva història i teoria, principalment el referent a l'edat mitjana, matèries que no profunditzà per manca de preparació tècnica per tractar-les, però prestà excel·lents serveis com a bibliotecari del Conservatori.
Copià, 95 manuscrits dels segles XV i XVI, existents en la Reial Biblioteca de Múnic, que contenien obres de Isaac, Brumel, Seufel i d'altres compositors. Va pertànyer a la Société de Antiquaires de France i fou un dels escriptors que més van contribuir en l'època moderna als progressos de la història de la música.
Entre les seves obres destaquen: De la chanson en France au moyen âge (1836); Notice biographique sur les travaux de Guido d'Arezzo (1837); Des Pays de Palinods au moyen âge, Des instruments de musique en usage au moyen âge (1838); Observations sur les moyens de restaurar la musique religieuse dans les églises de Paris (1841).
Al morir tenia en preparació una obra monumental que hauria de titular-se Recueil de documents inèdits de l'art musical, depuis le XIII jusqu'au XVII siècle, la que se proposava estudiar tota la classe de misses, entre elles la del Homme armé, etc.